# Серцевий напад
„Серцевий напад“ (от украински: „Сърдечен удар“) е украинска пънк-рок група.
Пее за забавни житейски ситуации. Първият и вторият албум излизат през 2007 и 2009 година, пълни със забавни текстове. Включен е кавер на песента Ukrainian Idiot на Green Day. Музиката в албумите е в стил пънк рок и поп пънк. Най-новият им албум Fight for hope (2010) обаче е в нов стил - пост хардкор.

## Дискография

### Албуми
- Дорослі діти (Uncensored Version) (2007)
- Golden $hits (2009)
- Fight for hope (2010)
- Телефонуй! (2019)

### Видеоклипове
- Субкультура (2008)
- Punk Girl (2009)
- Go Fuck Yourself (2015)

## Източницы
- Официален сайт Архив на оригинала от 2022-04-14 в Wayback Machine.
- MySpace
- YouTube